# Clyde (Ohio)
Clyde – miasto w Stanach Zjednoczonych, w północnej części stanu Ohio, w hrabstwie Sandusky. Liczba mieszkańców w 2000 roku wynosiła 6 13.
Clyde uchodzi za pierwowzór fikcyjnej miejscowości Winesburg opisanego przez amerykańskiego pisarza Sherwooda Andersona w cyklu opowiadań Miasteczko Winesburg.